# Dionne Warwick
Dionne Warwick   (East Orange, 12 de desembre de 1940), nom artístic de Marie Dionne Warrick, és una cantant estatunidenca de soul i pop. Warwick es troba entre els 40 artistes que han produïts els temes de major èxit als Estats Units entre 1955 i 1999, segons la llista Hot 100 de la revista Billboard. És considerada la segona vocalista de l'era del rock (1955-1999) i també figura al llistat dels majors artistes de totes les èpoques de la revista Rolling Stone.

## Carrera professional
Ha treballat amb compositors com Hal David i Burt Bacharach o els germans Gibb, Barry, Robin i Maurice, els Bee Gees.
Alguns dels seus principals èxits són Don't Make Me Over, Anyone Who Had a Heart, Walk on By, Then came you (un duet amb The Spinners) o Heartbreaker.

## Discografia
- 1963 Presenting Dionne Warwick
- 1964 Anyone Who Had a Heart
- 1964 Make Way for Dionne Warwick
- 1965 The Sensitive Sound of Dionne Warwick
- 1966 Here I Am
- 1966 Dionne Warwick in Paris
- 1967 Here, Where There Is Love
- 1967 Dionne Warwick Onstage and in the Movies
- 1967 The Windows of the World
- 1968 Dionne Warwick in Valley of the Dolls
- 1968 Magic of Believing
- 1968 Promises Promises
- 1969 Soulful
- 1969 Dionne Warwick's Greatest Motion Picture Hits
- 1970 I'll Never Fall in Love Again
- 1970 Very Dionne
- 1971 The Dionne Warwick Story: Live
- 1972 Dionne
- 1972 From Within
- 1973 Just Being Myself
- 1975 Then Came You
- 1975 Track of the Cat
- 1977 A Man and a Woman (amb Isaac Hayes)
- 1977 Only Love Can Break a Heart
- 1977 Love at First Sight
- 1979 Dionne
- 1980 No Night So Long
- 1981 Hot! Live and Otherwise
- 1982 Friends in Love
- 1982 Heartbreaker
- 1983 How Many Times Can We Say Goodbye
- 1985 Finder of Lost Loves
- 1985 Friends
- 1985 Without Your Love
- 1987 Reservations for Two
- 1989 Dionne Warwick Sings Cole Porter
- 1993 Friends Can Be Lovers
- 1995 Aquarela Do Brazil
- 1998 Dionne Sings Dionne
- 2000 Dionne Sings Dionne Vol. 2
- 2004 My Favorite Time of the Year
- 2006 My friends & Me